# Sadovo
Sadovo (Bulgaars: Садово) is een kleine stad in Bulgarije in de oblast Plovdiv. Op 31 december 2018 telde de stad 2.439 inwoners.. De gelijknamige gemeente, waarbij ook de omliggende 11 dorpen bij worden opgeteld, telde 14.504 inwoners. De stad ligt dicht bij de rivier de Maritsa.

## Temperatuurrecord
In Sadovo werd de hoogste temperatuur in Bulgarije geregistreerd: 45,2°C (onofficieel).  Officieel is het hoogste record voor Sadovo 41,2°C, terwijl de laagst gemeten temperatuur -30,7°C is.

## Economie
De meeste mensen werken in de landbouw, die vanwege de vruchtbare grond en de hoge mechanisatie efficiënt en zeer productief is. Belangrijke gewassen zijn appels, tomaten, paprika’s, tarwe, gerst en rijst.